# Bromus striatus
Bromus striatus är en gräsart som beskrevs av Albert Spear Hitchcock. Bromus striatus ingår i släktet lostor, och familjen gräs. Inga underarter finns listade i Catalogue of Life.